# Coenosia rebamanni
Coenosia rebamanni är en tvåvingeart som beskrevs av Speiser 1924. Coenosia rebamanni ingår i släktet Coenosia och familjen husflugor. Inga underarter finns listade i Catalogue of Life.